# Rödgrön kungsfiskare
Rödgrön kungsfiskare (Chloroceryle inda) är en fågel i familjen kungsfiskare inom ordningen praktfåglar.

## Utseende och läte
Rödgrön kungsfiskare är en rätt liten kungsfiskare med unikt grön rygg och helt rostbrun undersida. Arten är mest lik bronskungsfiskaren, men är nästan dubbel så stor och saknar vitt på nedre delen av buken. Könen liknar varandra, men honan har ett fläckat grönt band över bröstet. 

## Utbredning och systematik
Fågeln förekommer från sydöstra Nicaragua till norra Bolivia, östra Paraguay och södra Brasilien. Den delas in i två underarter med följande utbredning:
- Chloroceryle inda inda – Nicaragua till norra Bolivia och sydöstra Brasilien
- Chloroceryle inda chocoensis – västra Colombia och nordvästra Ecuador

## Levnadssätt
Rödgrön kungsfiskare hittas enstaka utmed trögflytande vattendrag eller i våtmarker. Den påträffas ofta sittande undanskymt precis ovan vattenytan, spanande efter byten.

## Status och hot
Arten har ett stort utbredningsområde, men tros minska i antal, dock inte tillräckligt kraftigt för att den ska betraktas som hotad. Internationella naturvårdsunionen IUCN listar arten som livskraftig (LC). Beståndet uppskattas till i storleksordningen en halv miljon till fem miljoner vuxna individer.